# Sévérine
Sévérine è un personaggio del film Skyfall del 2012, ventitreesimo della serie di James Bond ispirata all'opera dello scrittore inglese Ian Fleming. È l'unica Bond girl del film (oltre a Eve Moneypenny). È interpretata dall'attrice francese Bérénice Marlohe.

## Biografia

### Origini
Si sa che all'età di dodici anni circa Sévérine era diventata una prostituta, per poi essere trovata da Raoul Silva, che la salva da questa vita ma la costringe a lavorare per lui per saldare il debito.

### Skyfall
Bond incontra Sévérine a Shanghai, mentre insegue il mercenario Patrice, che sembra essere in combutta con la donna. Bond la incontra nuovamente ad un casinò, dove lui le offre un drink. Sévérine rivela a Bond che sta per essere ucciso, ma acconsente ad aiutarlo se lui ucciderà Silva, dandosi appuntamento sulla barca a vela di lei. Bond sembra non avercela fatta, e Sévérine sembra esserne dispiaciuta. Mentre si fa la doccia, Bond le appare alle spalle e i due si baciano e presumibilmente fanno l'amore. Bond e Sévérine sono scoperti da Silva, che lega Bond e parla con lui, mentre la donna viene picchiata brutalmente dai suoi tirapiedi. Silva propone poi a Bond una sfida: dovrà colpire un bicchiere posto sulla testa di Sévérine, che è stata legata. O per non farle del male, o perché gli duole ancora la ferita che si era fatto a Istanbul, Bond manca il bersaglio di diversi centimetri più in alto. Ora è il turno di Silva, che spara sadicamente sul volto di Sévérine. La morte della donna non resterà invendicata: Bond ucciderà Silva alla fine del film, come le aveva promesso.

## Curiosità
- L'attrice Bérénice Marlohe ha affermato di essersi ispirata alla performance di Famke Janssen (Xenia Onatopp) nel film GoldenEye per interpretare Sévérine. La Marlohe definisce il suo personaggio come una donna "affascinante ed enigmatica".
- Prima di Bèrènice, inizialmente sostenne un provino Gemma Chan per il ruolo della Bond girl che successivamente venne affidata definitivamente alla Marlohe.